# Quo Vadis? (film, 1951)
A Quo Vadis? egy 1951-es amerikai film, amely a lenyel Henryk Sienkiewicz azonos című regényének filmfeldolgozása. A film rendezője Mervin LeRoy volt, a film főszerepeit Robert Taylor, Deborah Kerr, Leo Genn és Peter Ustinov játszották.
Az időszámításunk szerinti 1. század hatvanas éveiben játszódó történet egyaránt tartalmaz kitalált és valóban létezett személyeket, és kiválóan összefoglalja a kor legjelentősebb eseményeit. Fő témája a Római Birodalom konfliktusa a kereszténységgel és a korszak keresztényüldözési módszerei. Illusztris és hatalmas elődjével, Claudius császárral ellentétben Nero korruptnak és végzetesnek bizonyult, tettei pedig végül Róma társadalmi rendjének végével fenyegetőztek. 
A filmből származó összes bevétel 21 millió dollár volt. Eredetileg 1951. november 2-án mutatták be a filmet a mozikban. Magyarországon 1993. december 9-én jelent meg a film VHS-n, szinkronizálva.
Érdekesség, hogy a filmben statisztikaként feltűnik Sophia Loren és Bud Spencer is.

## Szereplők
| Karakter                      | Színész           | Magyar hang            |
| ----------------------------- | ----------------- | ---------------------- |
| Marcus Vinicius               | Robert Taylor     | Sinkovits-Vitay András |
| Lygia                         | Deborah Kerr      | Kiss Erika             |
| Petronius                     | Leo Genn          | Barbinek Péter         |
| Nero                          | Peter Ustinov     | Csuja Imre             |
| Poppaea                       | Patricia Laffan   | Farkasinszky Edit      |
| Péter                         | Finlay Currie     | Simon György           |
| Pál                           | Abraham Sofaer    | Szokolay Ottó          |
| Eunice                        | Marina Berti      | Biró Anikó             |
| Ursus                         | Buddy Baer        |                        |
| Plautius                      | Felix Aylmer      | Kenderesi Tibor        |
| Pomponia                      | Nora Swinburne    | Kassai Ilona           |
| Tigellinus                    | Ralph Truman      | Izsóf Vilmos           |
| Nerva                         | Norman Wooland    | Bognár Zsolt           |
| Nazarius                      | Peter Miles       | Minárovits Péter       |
| Terpnos                       | Geoffrey Dunn     |                        |
| Seneca                        | Nicholas Hannen   | Kardos Gábor           |
| Phaon                         | D.A. Clarke-Smith | Dobránszky Zoltán      |
| Acte                          | Rosalie Crutchley | Csere Ágnes            |
| Chilo                         | John Ruddock      | Komlós András          |
| Croton                        | Arthur Walge      |                        |
| Miriam                        | Elspeth March     |                        |
| Rufia                         | Strelsa Brown     |                        |
| Lucan                         | Alfredo Varelli   |                        |
| Flavius                       | Roberto Ottaviano |                        |
| Anaxander                     | William Tubbs     |                        |
| Galba                         | Pietro Tordi      |                        |
| Krisztus (hangja)             | Robin Hughes      |                        |
| Narrátor (hangja)             | Walter Pidgeon    | Sztarenki Pál          |
| Lygia rabszolgája             | Sophia Loren      |                        |
| Keresztény fogoly az arénában | Elizabeth Taylor  |                        |
| Császári őr                   | Bud Spencer       |                        |
| Fiatal császári őr            |                   |                        |